# Jetro
Jetro (Český ekumenický překlad přepisuje Jitro; hebrejsky יִתְרוֹ‎ Jitro, יֶתֶר‎ Jeter) je starozákonní postava, tchán Mojžíše a midjánský kněz a kníže.

## Jména
Poprvé ho zmiňuje kniha Exodus ve verši  Ex   2,  18 (Kral, ČEP) pod jménem Raguel (ČEP přepisuje Reúel). Podle rabína Rašiho má Jetro sedm jmen Reúel, Jeter, Jitro, Chóbab, Chever, Kení a Pútiel.
Muslimové a Drúzové Mojžíšova tchána Jetra nazývají Šuajb.

### Teorie o rozdílných jménech
Rozdílná Jetrova jména bývají většinou vysvětlována skrze teorii literárních pramenů. Podle této teorie je 5 Knih Mojžíšových složeno z textů od rozdílných autorů. "Jahvista" (jak bývá jeden z nich nazýván) používá údajně ve svém textu pro Mojžíšova tchána jméno Jetro a pro Boží horu, která byla u Jetrova bydliště, používá označení "hora Sínaj". Naopak "Elohista" (další z údajných autorů 5 Knih Mojžíšových) používá pro Mojžíšova tchána jméno Reúel a pro posvátnou horu jméno Horéb (nebo Choréb).

## Biblický příběh

### Exodus
Mojžíš poté, co zabil egyptského muže, který bil jistého Hebrejce, utekl do Madianské země (ČEP přepisuje midjánská), kde se usadil vedle studny. Místní kníže a kněz Raguel (Jetro) posílal svých sedm dcer, aby chodily pro vodu na napojení dobytka. Nějací pastýři se je však snažili zahnat a Mojžíš se jich zastal. Za to mu Jetro dal za manželku svou dceru Zeforu (ČEP přepisuje Sipora), se kterou měl syny Gersona (ČEP přepisuje Geršóm) a Eliezera (ČEP přepisuje Elíezer).
Jetro je dále zmiňován v následujících kapitolách jen stručně. V  Ex   3,  1 (Kral, ČEP) je zmiňován v souvislosti s Mojžíšem, který pásl jeho ovce. V  Ex   4,  18 (Kral, ČEP) ho Mojžíš žádá, aby směl od něj odejít a navrátit se do Egypta. Jetro ho propouští v pokoji.
V 18. kapitole knihy Exodus Jetro Mojžíšovi pomáhal se zřízením soudců v hebrejské společnosti, aby mu ubral na starostech. Poté, co svému zeťovi pomohl, odebral se zpět do své země

### Nový zákon
Podle novozákonní knihy Skutky apoštolů byl Mojžíš v Jetrových službách 40 let –  Sk  7,  30 (Kral, ČEP).

## Jetro v islámu
Jetro je v islámské tradici nazýván Šuajb. Vystupuje v islámských mýtech i Koránu jako prorok, vyslaný k národů Midjanovců. Jmenovitě vystupuje ve 4 súrách (26, 11, 29 a 7).
A k Madjanovcům jsme vyslali bratra jejich Šu´ajba a on pravil jim: „Lide můj, uctívejte Boha a nemějte božstvo vedle Něho. A nedávejte špatné míry a váhy! Já vidím, že v blahobytu si žijete, však obávám se pro vás trestu dne, jenž vše obklopí. Lide můj, měřte a važte naprosto spravedlivě a nepoškozujte v ničem lidi a nepůsobte na zemi zlo šíříce pohoršení! Dobrota Boží je pro vás lepší, jste-li věřící, a já nejsem věru nad vámi strážcem žádným.“
Odpověděli: „Šu´ajbe, nařizuje ti snad modlitba tvá, abychom opustili to, co otcové naši uctívali, anebo abychom přestali nakládat s majetkem svým, jak chceme? Tys přece jinak člověk mírný a rozvážný!“ I pravil Šu´ajb: „Lide můj, což nevidíte, že mám jasný důkaz od Pána svého a že mi uštědřil od Sebe obživu překrásnou? Já nechci se s vámi příti o to, co vám zakazuji, já pouze chci, abyste se polepšili, pokud jsem toho schopen, a úspěch můj jen od Boha závisí, na Něj se spoléhám a k Němu se kajícně obracím. Lide můj, nechť odpor váš vůči mně na vás neuvalí hřích, abyste nebyli postiženi tím, co již postihlo lid Noemův či lid Lotův nebo lid Sálihův - a lid Lotův není od vás příliš vzdálen!
Pána svého o odpuštění proste a pokání před Ním čiňte - vždyť Pán můj slitovný je i láskyplný!“ Odpověděli: „Šu´ajbe, chápeme jen málo z toho,co říkáš, avšak vidíme věru, žes slabý mezi námi, a nebýt rodu tvého, věru bychom tě ukamenovali, neboť nejsi vůči nám příliš mocný.“ Pravil Šu´ajb: „Lide můj, zdaž rod můj je pro vás mocnější než Bůh, takže jste Jej nechali za sebou nestarajíce se o něj? Pán můj však věru objímá ve vědění Svém vše, co děláte. Lide můj, jednejte podle stanoviska svého, já také tak budu jednat a potom poznáte, koho postihne trest zahanbující a kdo vlastně lhářem byl. Dávejte pozor, já také budu dávat pozor s vámi!“ A když přišel rozkaz Náš, zachránili jsme Šu´ajba a ty, kdož spolu s ním uvěřili, z milosrdenství od Nás přicházejícího. A postihlo ty, kdož nespravedliví byli, vzkřiknutí jediné a jitro nalezlo je v domech jejich ležící tvářemi k zemi, jako by v nich nikdy nebyli žili. Ó ano, pryč s Madjanovci, tak jako bylo řečeno: pryč s Thamúdovci!"
Korán 11:85-98
Jetro je však nejen prorokem Midjanovců, nýbrž také 2 dalších národů (nebo komunit) – Lidu Al Aykah a Lidu Ar-Rass. Podle tradice do těchto míst Jetro vyslal své učedníky ze Školy proroků, aby ohlásili blížící se zkázu za hříchy. V Koránu však vystupuje pouze samotný Šuajb.
Lid Al-Aykah (také Al-Ajka) bývá přezdíván "lid houštin" nebo "lid dřeva". Podle tradice šlo o národ, který svá božstva zobrazoval jako dřevěné kůly (totemy). Lid Ar-Rassu je zase přezdíván jako "lidé studny", jelikož obyvatelé tohoto města utopili Jetrova prorockého žáka právě ve své studně.
"A také lidé Houštin posly za lháře prohlásili,když jim Šu´ajb říkal: „Což nebudete bohabojní? Vždyť já posel spolehlivý jsem, k vám vyslaný, Boha se bojte a mne poslouchejte! Nežádám na vás odměnu žádnou, vždyť odměnit mne Pánu lidstva přísluší. Dávejte míry spravedlivé a nebuďte mezi podvádějícími a važte vahami vyrovnanými a neubírejte lidem z majetku jejich a nebuďte těmi, kdož na zemi pohoršení rozšiřují! Bojte se toho, kdo stvořil vás i pokolení dřívější!“ Odpověděli: „Tys věru jen očarovaný a nejsi leč smrtelník nám podobný, a soudíme věru, žes prolhaný. Nech tedy na nás spadnout kus nebe, jsi-li pravdomluvný!“ I řekl: „Pán můj o tom, co děláte, dobře ví.“ Avšak oni za lháře jej prohlásili a uchvátil je trest dne zamračeného a byl to trest dne nesmírného."
Korán 26:176-188

### Seznam koránských pasáží

#### O Šuajbovi a Midjanovcích v chronologickém pořadí podle Hrbka[8]
- Súra 20:42
- Súra 26:176–191
- Súra 15:78–79
- Súra 11:85–89
- Súra 29:35–36
- Súra 7:83–91
- Súra 22:43
- Súra 9:71

#### O Lidu houštin (Al-Ajka) v chronologickém pořadí podle Hrbka[8]
- Súra 15:78–79
- Súra 26:176–191
- Súra 50:13
- Súra 38:12

#### O Lidu studny (Ar-Rass) v chronologickém pořadí podle Hrbka[8]
- Súra 50:12–14
- Súra 25:37–39